# フリードリヒ・グスタフ・ブリーガー
フリードリヒ・グスタフ・ブリーガー（Friedrich Gustav Brieger, 1900年10月11日 - 1985年2月6日）は、ポーランド系ドイツ人の植物学者、農学者、遺伝学者、ラン研究家である。生涯の大部分をブラジルで過ごした。

## 経歴
ブレスラウ（現ポーランド領ヴロツワフ）に生まれた。ブレスラウ大学で植物学の博士号を得た後、ミュンヘン大学、ウィーン大学で研究した。ロックフェラー財団の奨学金を得て、2年間、ハーバード大学で遺伝学者、エドワード・マレー・イースト (Edward Murray East) のもとで研究した。その後、カイザー・ヴィルヘルム生物学研究所でカール・エーリヒ・コレンスのもとで研究した。
ナチスの台頭によって、ドイツを去ることを決め、1933年にイギリスのジョン・インズ園芸学研究所に移り、1936年にブラジル・サンパウロのルイス・デ・ケイ・ロス農科大学の生物学と遺伝学の教授となった。
ブラジルではC・A・クルーグ (C.A. Krug) やアンドレ・ドレイフュス (André Dreyfuss) とともに熱帯作物の遺伝学の分野で働き、ブラジルの農産物の質量を向上させた。トウモロコシの品種改良を行い栄養価の高い品種の開発や、土壌の改良にも貢献した。農学研究の傍ら、ランの研究と栽培も行い、多くの交配種を栽培した。多くの著書があり、1941年にポルトガル語で『遺伝学入門』(Introdução à Genética) を執筆した。
1966年から1979年の間、リオデジャネイロ連邦大学で働き、1971年にカンピーナス大学に遺伝学教室を設立した。ドイツの大学から招聘があったが、客員教授としてドイツで講義する以外はブラジルに留まった。
ラン科の属名、ブリーゲリア属 (Briegeria) に献名されている。

## 著作
- 1958. Tipos de milho no Brasil e outros países do leste sul-americano Ed. Nat.Res.Council. 283 pp.